# Mikio Oda
Mikio Oda (織田 幹雄?, Oda Mikio; Hiroshima, 30 marzo 1905 – Kamakura, 2 dicembre 1998) è stato un triplista giapponese.

## Biografia
Ai Giochi della IX Olimpiade vinse l'oro nel salto triplo ottenendo un risultato migliore dello statunitense Levi Casey (medaglia d'argento) e del finlandese Vilho Tuulos.

## Palmarès
| Anno | Manifestazione  | Sede      | Evento       | Risultato | Misura | Note |
| ---- | --------------- | --------- | ------------ | --------- | ------ | ---- |
| 1928 | Giochi olimpici | Amsterdam | Salto triplo | Oro       |        |      |